# Corpúsculo de inclusão
Corpúsculo de inclusão é o nome que se dá, em virologia, às estruturas que se formam no interior de células infectadas, durante a multiplicação viral. Esses corpúsculos se tornam bem maiores do que cada partícula viral e, com frequência, exibem afinidade por corantes ácidos, podendo localizar-se no núcleo, no citoplasma ou em ambos.
A presença desses corpúsculos pode ser considerável ajuda para o estabelecimento do diagnóstico laboratorial, como no caso do Corpúsculo de Negri, muito importante no diagnóstico da raiva.